# Renato Cinquegranella
Renato Cinquegranella (Napoli, 15 maggio 1949) è un mafioso italiano, appartenente alla Camorra ed è inserito nell'elenco dei latitanti più pericolosi d'Italia.

## Biografia
Negli anni ottanta Renato Cinquegranella è stato legato alla Nuova Famiglia e secondo gli inquirenti, sarebbe coinvolto nell'omicidio di Giacomo Frattini, detto "Bambulella", giovane affiliato della Nuova Camorra Organizzata di Raffaele Cutolo. Frattini fu torturato, ucciso e fatto a pezzi, il 21 gennaio 1982, per vendicare l’omicidio in carcere di un fedelissimo dell'allora boss di Secondigliano, Aniello La Monica. Il corpo di "Bambulella" fu trovato avvolto in un lenzuolo nel bagagliaio di un'auto, mentre la testa, le mani e il cuore furono trovati chiusi in due sacchetti di plastica all'interno dell'auto. Nel maggio 2014 la Cassazione conferma l'ergastolo per Cinquegranella ed altri camorristi.
Secondo gli inquirenti, Cinquegranella sarebbe coinvolto anche in un altro delitto, quello dell'omicidio del capo della Mobile Antonio Ammaturo e del suo autista Pasquale Paola, il 15 luglio 1982, per mano delle Brigate Rosse, gli autori del fatto risultarono implicati anche nel sequestro Cirillo. Infatti, Cinguegranella avrebbe dato ospitalità ad alcuni di loro nella sua villa di  Castel Volturno.

## Latitanza
Ricercato per associazione a delinquere di tipo mafioso, concorso in omicidio, detenzione e porto illegale di armi e estorsione, di Cinquegranella si sono perse le tracce dal 2002.
Dal 7 dicembre 2018 sono state diramate le ricerche in campo internazionale, per arresto ai fini estradizionali.